# Aeroporto Internazionale di Pechino-Daxing
L'Aeroporto Internazionale di Pechino-Daxing (北京大兴国际机场S, Běijīng Dàxīng Guójì JīchǎngP) (IATA: PKX, ICAO: ZBAD) è un aeroporto operativo dal 25 settembre 2019, data dell'inaugurazione, a Pechino, in Cina. È il secondo aeroporto internazionale della capitale cinese dopo l'Aeroporto di Pechino-Capitale.
L'aeroporto, che si trova 46 chilometri a sud di Piazza Tian'anmen, 26 chilometri a ovest del centro di Langfang, 50 chilometri a nord-est della nuova area di Xiong'an e a 65 chilometri dall'attuale aeroporto internazionale di Pechino Capitale, dovrebbe servire Pechino, Tientsin, e la provincia dell'Hebei.
Con l'apertura del nuovo aeroporto di Daxing, l'Aeroporto di Pechino-Nanyuan, dal quale opera solamente China United Airlines, verrà chiuso definitivamente.

## Storia
Nel 2008 venne proposta la realizzazione di un secondo aeroporto per Pechino Entro il 2012, l'Aeroporto di Pechino-Capitale avrebbe raggiunto la sua piena capacità progettuale.

### Proposte iniziali
Secondo quanto riportato dai media a settembre 2011, il nuovo aeroporto della capitale cinese avrebbe avuto fino a 9 piste: 8 piste per l'aviazione civile e una pista dedicata all'uso militare. Il nuovo aeroporto sarebbe diventato il principale aeroporto di Pechino, nonché il più grande della Cina, sostituendo l'Aeroporto Capitale (che nel 2013 aveva un transito annuo di 83 milioni di passeggeri, il secondo più trafficato al mondo). L'aeroporto quindi avrebbe dovuto essere in grado di gestire da 120 a 200 milioni di passeggeri all'anno.

### Nulla osta per la costruzione
L'approvazione ufficiale per la costruzione da parte della Commissione nazionale per lo sviluppo e le riforme avvenne il 22 dicembre 2014. In tale approvazione si richiedeva la costruzione di un aeroporto nella parte meridionale del distretto di Daxing di Pechino, lungo il confine tra Pechino e la provincia di Hebei. Nessun progetto venne all'epoca reso pubblico, ma si affermò che il nuovo scalo sarebbe stato composto da 7 piste, 6 per uso civile e 1 per scopi militari e che la costruzione dovrebbe essere completata a settembre 2019, mentre l'ampliamento per raggiungere la capacità di 75 milioni di passeggeri annui sarebbe avvenuto entro il 2025. Il costo di costruzione stimato è di almeno 70 miliardi di RMB (11,2 miliardi di US$), inclusi i 37 km della ferrovia Pechino-Xiong'an per permettere al nuovo aeroporto il collegamento con la stazione di Pechino Ovest.

### Design

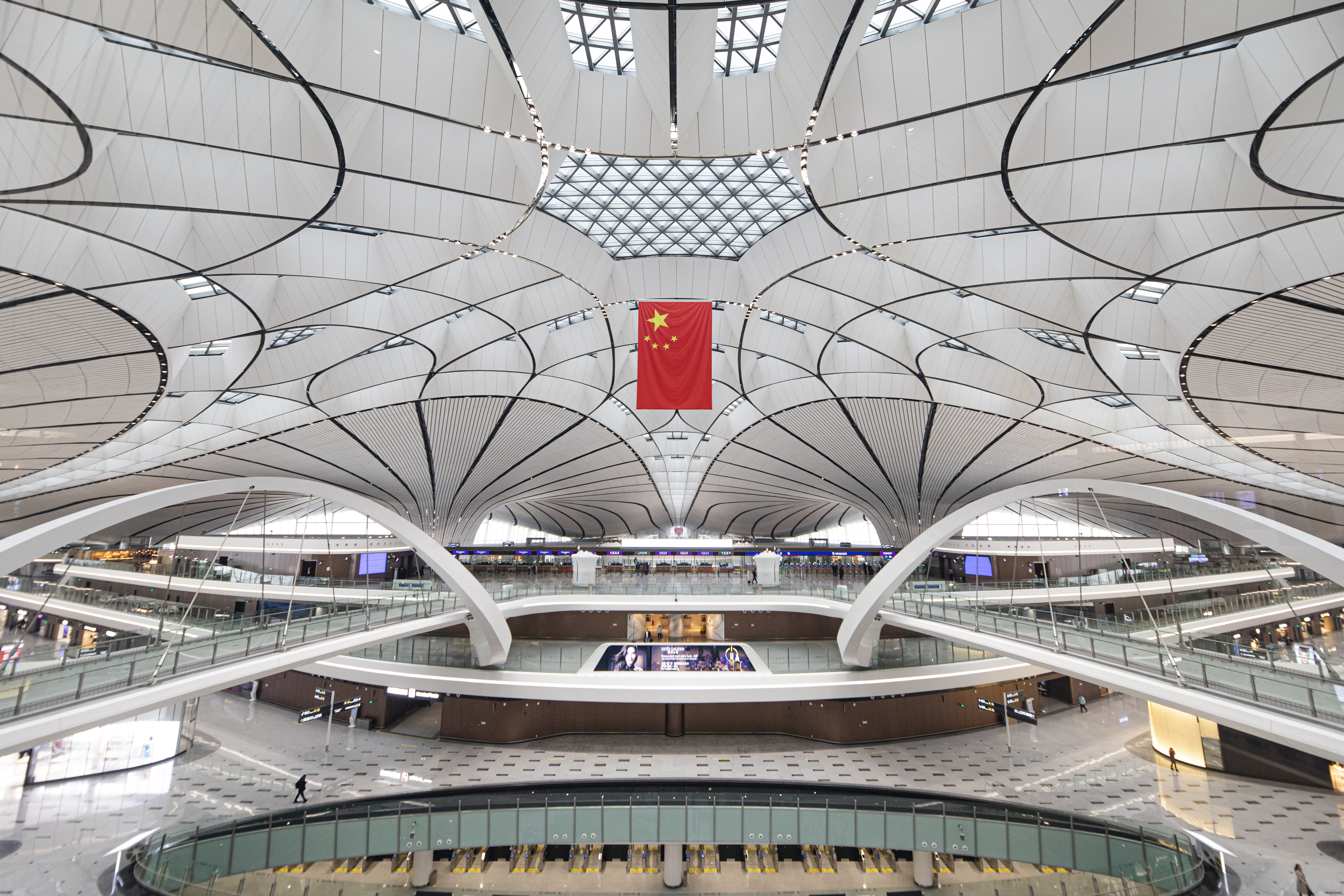
L'atrio dell'aeroporto poco prima della cerimonia di inaugurazione

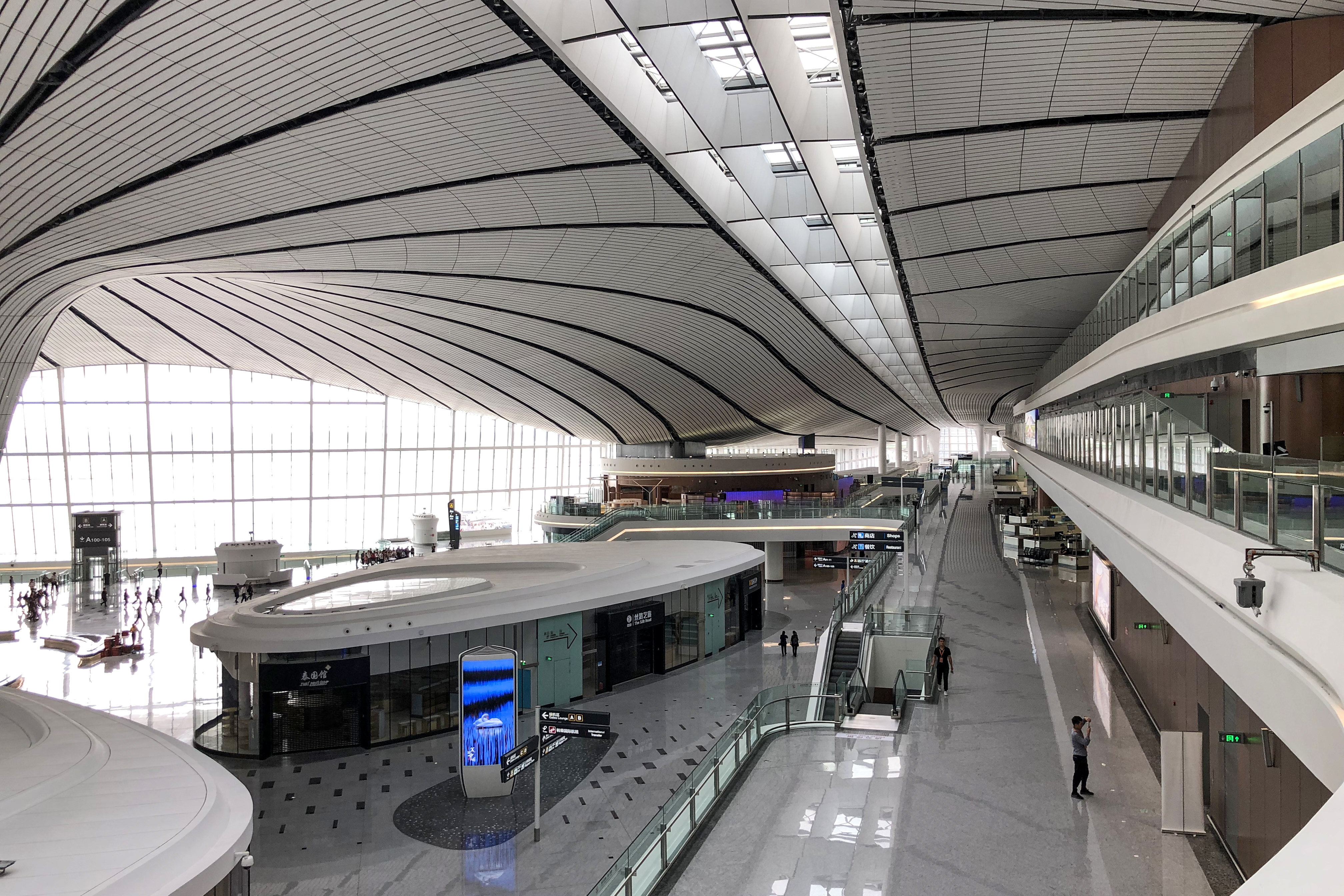
Vista del braccio A dell'atrio

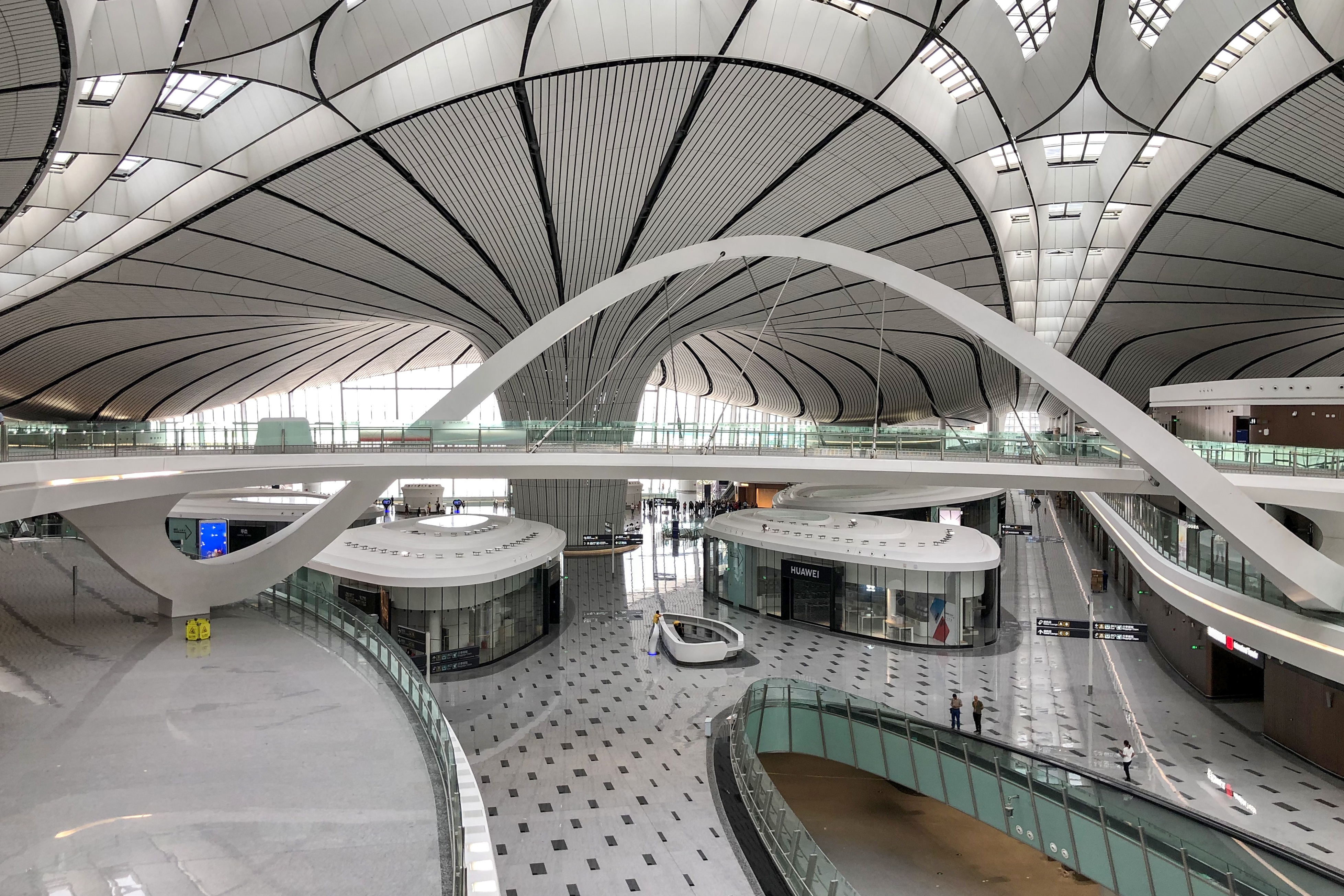
Ponte est tra la zona dei controlli di sicurezza a quella dei banchi controlli immigrazione

L'edificio del terminal, progettato dagli architetti britannici Zaha Hadid Architects e dai francesi di Groupe ADP ed eseguito dal Beijing Institute of Architectural Design (BIAD), è costituito da un corpo centrale da cui si irradiano sei bracci, dei quali cinque che ospitano le aree di imbarco e uno che connette il terminal all'area esterna. Lead 8, studio di design di Hong Kong, ha invece progettato gli spazi al di fuori dell'aeroporto.
La costruzione dell'aeroporto iniziò il 26 dicembre 2014. Il telaio del terminal venne completato nel 2017. Il 23 gennaio 2019 iniziarono i voli di prova nell'aeroporto.
La costruzione dell'aeroporto venne completata il 30 giugno 2019, mentre l'apertura dello scalo è prevista per il settembre successivo.

## Compagnie aeree e voli
Inizialmente era previsto che le compagnie aeree dell'alleanza SkyTeam fossero trasferite nel nuovo aeroporto, mentre le compagnie aeree Star Alliance sarebbero rimaste nell'Aeroporto di Pechino-Capitale. Ciò venne poi confermato nel 2016, quando l'Amministrazione dell'Aviazione Civile della Cina annunciato che China Southern Airlines, China Eastern Airlines e XiamenAir insieme alle altre compagnie SkyTeam si sarebbero trasferite nel nuovo aeroporto, mentre Air China e gli altri vettori Star Alliance sarebbero rimaste nell'attuale aeroporto. Le intenzioni di China Southern, China Eastern e Beijing Capital Airlines di trasferirsi a Daxing sono state confermate nuovamente nel dicembre 2017.
Dieci compagnie aeree passeggeri (China Southern Airlines, China United Airlines, Shanghai Airlines, Beijing Capital Airlines, Hebei Airlines, Spring Airlines, Okay Airways, Juneyao Airlines, XiamenAir e Donghai Airlines) e una compagnia aerea cargo (China Postal Airlines) hanno firmato accordi con la Capital Airport Group per poter operare nel nuovo aeroporto.
L'Amministrazione dell'Aviazione Civile della Cina ha richiesto alle compagnie aeree cinesi, che una volta avvenuta l'apertura di Daxing, dovranno operare in uno solo aeroporto dell'area di Pechino. Tale regola non riguarda invece le compagnie aeree straniere (tra cui quelle di Hong Kong, Macao e compagnie aeree con base a Taiwan) e China Postal Airlines, che qualora lo desiderassero, sono libere di operare da entrambi gli aeroporti. A China Eastern Airlines e a China Southern Airlines vennero assegnati il 40% degli slot ciascuna mentre il restante 20% è stato assegnato alle altre compagnie aeree cinesi e a quelle straniere. Tuttavia, il 18 marzo 2020, tale suddivisione venne modificata, poiché China Eastern ha ceduto il 10% degli slot ad Air China in cambio di poter continuare ad operare i voli da Shanghai verso l'Aeroporto di Pechino-Capitale.
Tra i vettori Oneworld, British Airways e Malaysia Airlines trasferiranno i loro voli rispettivamente da Londra-Heathrow e Kuala Lumpur a Pechino-Daxing, mentre Finnair ha presentato una richiesta di volare da Helsinki-Vantaa verso entrambi gli aeroporti della capitale cinese. American Airlines ha comunicato l'intenzione di spostare i voli da Capitale a Daxing per via della partnership con China Southern. Secondo quanto riferito, sia Cathay Pacific che Cathay Dragon intendono rimanere nell'attuale aeroporto. L'alleanza Oneworld ha poi annunciato a febbraio 2019 che le sue compagnie aeree membri stavano prendendo in considerazione l'effettivo spostamento a Daxing.

## Terminal e piste

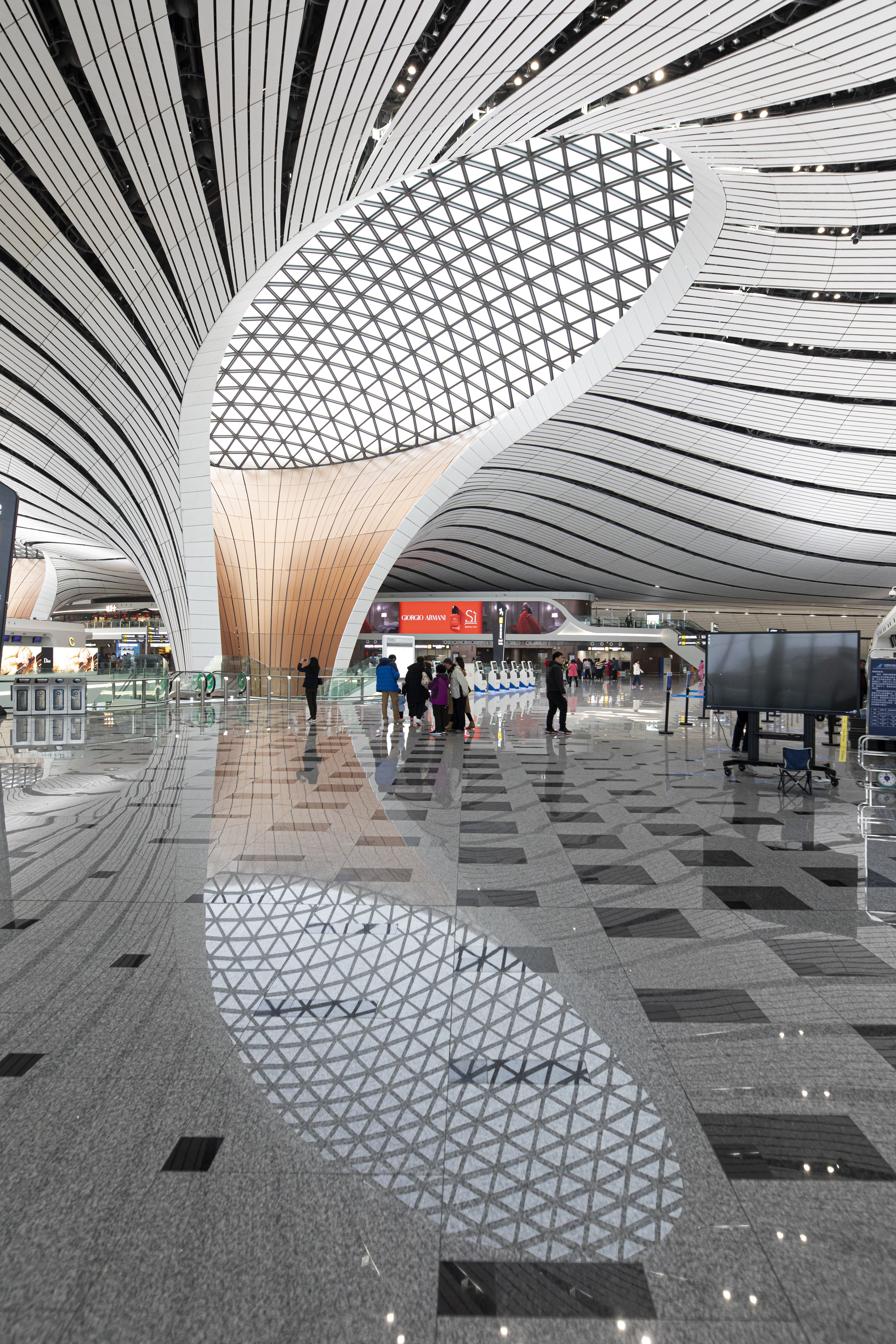
L'illuminazione naturale tra i Duty-free shop

La prima fase del progetto aeroportuale prevede una capacità di 72 milioni di passeggeri annui, 2 milioni di tonnellate di merci e posta, e, entro il 2025 circa, 620 000 movimenti di aeromobili, con piani a lungo termine per incrementare la capacità fino a 100 milioni di passeggeri l'anno.
Il terminal è il secondo più grande al mondo composto da un unico edificio dopo quello dell'aeroporto di Istanbul. con una superficie di oltre 1 000 000 m² (11 000 000 ft²) La costruzione del terminal è stata completato il 30 giugno 2019 e l'aeroporto sarà aperto dal 30 settembre 2019. Una volta completato, sarà il principale aeroporto internazionale nel nord della Cina, dotato di 4 piste e 79 manicotti d'imbarco.
Delle quattro piste di volo, delle quali due sono parallele, tre hanno una lunghezza di 3 800 metri mentre una è invece lunga 3 400 metri. Tutte le piste sono in calcestruzzo.

## Trasporti e collegamenti

### Ferrovia
Una nuova linea ad alta velocità, la ferrovia Pechino-Xiong'an, in fase di costruzione, collegherà l'aeroporto in solo 20 minuti con la stazione di Pechino Ovest. La nuova linea ferroviaria, permetterà allo scalo anche i collegamenti con il distretto pechinese di Daxing, con Bazhou e con Xiong'an. La tratta tra l'aeroporto e Pechino opererà alla velocità di 250 km/h e l'apertura è prevista in concomitanza con quella dell'aeroporto mentre la tratta tra il nuovo scalo e Xiong'an opererà a una velocità di 350 km/h e aprirà a fine 2020.
Una seconda linea ferroviaria ad alta velocità, la ferrovia Tientsin-Aeroporto di Daxing la cui velocità sarà di 250 km/h, collegherà la stazione di Tientsin Ovest con l'aeroporto di Daxing. La costruzione inizierà nel 2019 e sarà completata in 3 anni.
Un'altra ferrovia, la futura linea S7 del servizio ferroviario suburbano di Pechino, collegherà l'aeroporto di Daxing con Langfang, Yizhuang, il distretto di Tongzhou e l'aeroporto di Pechino-Capitale. La prima fase della linea che (la tratta che va dal nuovo aeroporto alla stazione di Langfang Est) è in costruzione e sarà completata a dicembre 2022. La velocità consentita sarà 200 km/h.

### Metropolitana
La linea della metropolitana Daxing Airport Express della metropolitana di Pechino è stata aperta in contemporanea all'apertura dell'aeroporto. La linea collega lo scalo con la stazione di Caoqiao della linea 10. Tale linea sarà prolunga nel 2026 verso la stazione di Lize Business District, dove incrocia la linea 14 e 16.
La linea 20 della metropolitana di Pechino, attualmente in fase di progettazione, è previsto che abbia come capolinea l'aeroporto di Daxing.

## Note

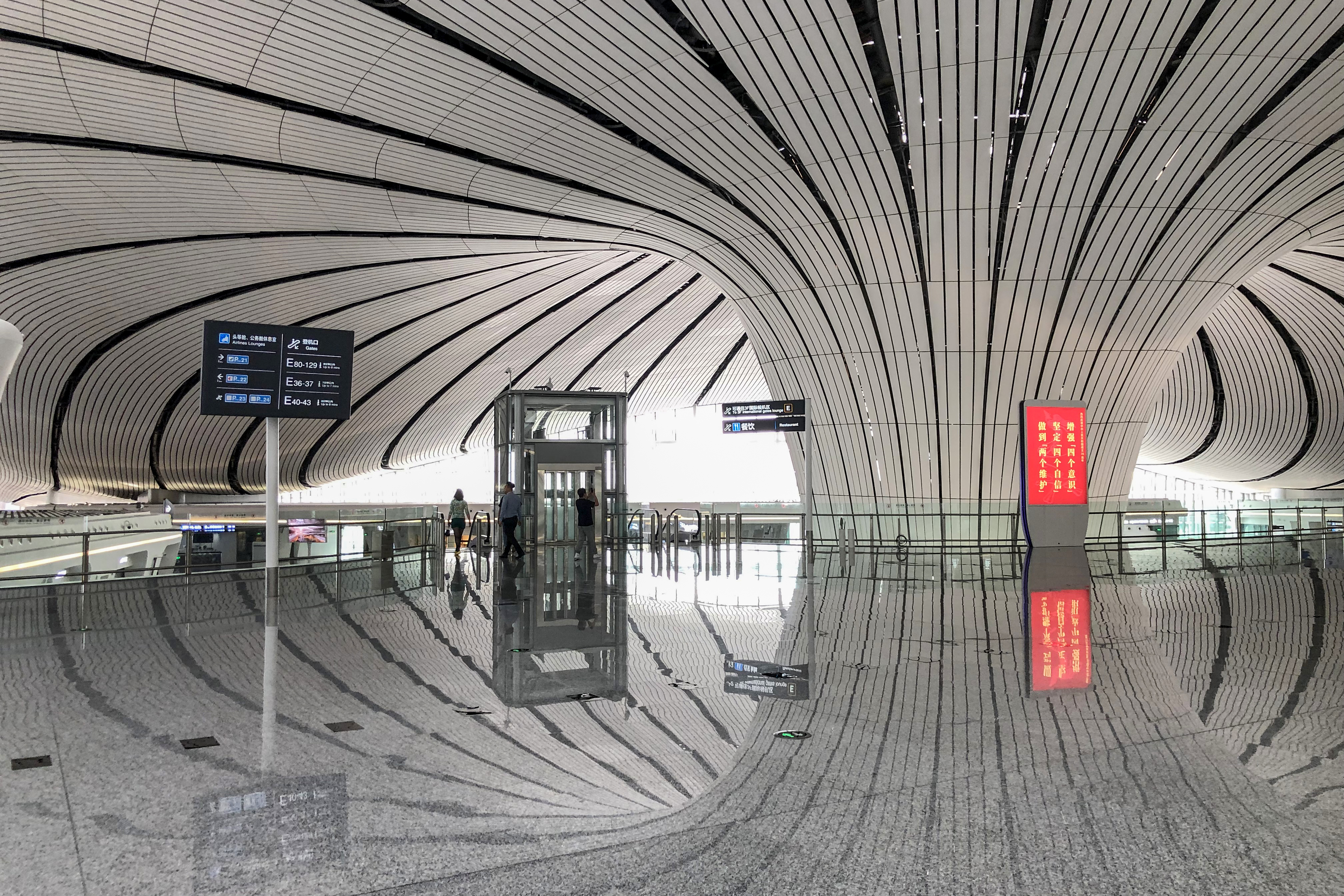
Passaggio tra la zona 4F alla zona 3F, verso le partenze per Hong Kong, Macau e Taiwan